# Янктън
Окръг Янктън (на английски: Yankton County) е окръг в щата Южна Дакота, Съединени американски щати. Площта му е 1380 km², а населението - 22 662 души (2017). Административен център е град Янктън.